# Phare de Cabo Silleiro
Le phare de Cabo Silleiro est un phare situé sur Cabo Silleiro (es), dans la paroisse de Baredo, dans la commune de Baiona, sur la rive sud de la Ría de Vigo dans la province de Pontevedra (Galice en Espagne).
Il est géré par l'autorité portuaire de Vigo.

## Histoire
Un premier phare avait été mis en service en 1862, avec une lumière blanche fixe. Il a été remplacé en 1924.
Le phare actuel est une tour octogonale en pierre, avec lanterne sur double galerie, attachée à un complexe de bâtiments de deux étages. La tour est peinte avec des bandes horizontales rouges et blanches. Le dôme de la lanterne vitrée est rouge et le grand bâtiment est peint en blanc avec des pierres grises apparentes.
Cabo Silleiro est un promontoire très en vue à l'entrée sud de la Ría de Vigo et le phare marque l'entrée vers le port de Vigo et tous les ports de la Galice. Il est localisé à environ 8 km au sud-ouest de Baiona.
Identifiant : ARLHS : SPA047 ; ES-05280 - Amirauté : D1916 - NGA : 30152.
|               |
| Cabo Silleiro |

|          |
| Le phare |

|         |
| Panneau |

### Lien connexe
- Liste des phares d'Espagne